# 恋文 (由紀さおりの曲)
「恋文」（こいぶみ）は、1973年8月20日に発売された由紀さおりのシングル。

## 解説
作詞は吉田旺（ちあきなおみの『喝采』で前年のレコード大賞を受賞）、作曲は映画音楽の作曲で知られている佐藤勝がそれぞれ手掛けた。
由紀さおりは本楽曲で1973年の『第15回日本レコード大賞』最優秀歌唱賞を受賞した。また、同年の『第24回NHK紅白歌合戦』では、本楽曲が歌唱された。
本楽曲の冒頭部分の歌詞に出てくる「アズナヴール」とは、フランスの歌手、俳優のシャルル・アズナヴールのこと。
同年の9月5日には同名のアルバムも発売された。

## 収録曲
1. 恋文 [02:32]
作詞：吉田旺／作曲：佐藤勝／編曲：馬飼野俊一
2. 季節模様のセーター [02:48]
作詞：松山猛／作曲：加藤和彦／編曲：木田高介

## 関連作品
- Complete Single Box - 由紀さおりのベストアルバム